# Fir Park
Fir Park – stadion piłkarski, położony w szkockim mieście Motherwell.
Oddany został do użytku w 1895 roku, wielokrotnie był przebudowywany. Na tym obiekcie mecze rozgrywa zespół Scottish Premier League, Motherwell F.C.
Jego pojemność wynosi 13 742 miejsc (wszystkie siedzące). Rekordową frekwencję, wynoszącą 35 632 osób, odnotowano w 1952 podczas ligowego meczu Scottish Premier League pomiędzy Motherwell a Rangers.
W sezonie 2007/08 na tym obiekcie występował zespół Gretna F.C., który awansował do Scottish Premier League. Wiązało się to z planowaną przebudową obiektu Gretny – Raydale Park.